# Supercoppa italiana (pallavolo femminile)
La Supercoppa italiana è una competizione pallavolistica per squadre di club italiane femminili, organizzata con cadenza annuale dalla Lega Pallavolo Serie A femminile.

## Edizioni
| Edizione      | Edizione              | Podio                  | Podio     | Podio              |
| Anno          | Sede della finale     | Campione               | Risultato | Finalista          |
| ------------- | --------------------- | ---------------------- | --------- | ------------------ |
| 1996 Dettagli | Reggio nell'Emilia    | Bergamo                | 3 - 2     | Modena             |
| 1997 Dettagli | Arezzo                | Bergamo                | 3 - 0     | Modena             |
| 1998 Dettagli | Reggio nell'Emilia    | Bergamo                | 3 - 2     | Reggio Emilia      |
| 1999 Dettagli | San Lazzaro di Savena | Bergamo                | 3 - 1     | Sirio Perugia      |
| 2000 Dettagli | Rieti                 | Virtus Reggio Calabria | 3 - 2     | Modena             |
| 2001 Dettagli | Vicenza               | Vicenza                | 3 - 0     | Bergamo            |
| 2002 Dettagli | Novara                | Modena                 | 3 - 0     | Bergamo            |
| 2003 Dettagli | Siracusa              | Asystel                | 3 - 0     | Sirio Perugia      |
| 2004 Dettagli | Cuneo                 | Bergamo                | 3 - 0     | Sirio Perugia      |
| 2005 Dettagli | Torino                | Asystel                | 3 - 2     | Bergamo            |
| 2006 Dettagli | Monterotondo          | Robursport Pesaro      | 3 - 0     | Asystel            |
| 2007 Dettagli | Milano                | Sirio Perugia          | 3 - 0     | Giannino Pieralisi |
| 2008 Dettagli | Pesaro                | Robursport Pesaro      | 3 - 1     | Bergamo            |
| 2009 Dettagli | Torino                | Robursport Pesaro      | 3 - 2     | Asystel            |
| 2010 Dettagli | Pavia                 | Robursport Pesaro      | 3 - 0     | Villa Cortese      |
| 2011 Dettagli | Monza                 | Bergamo                | 3 - 2     | Villa Cortese      |
| 2012 Dettagli | Montichiari           | Busto Arsizio          | 3 - 2     | Villa Cortese      |
| 2013 Dettagli | Piacenza              | River                  | 3 - 0     | Imoco              |
| 2014 Dettagli | Monza                 | River                  | 3 - 2     | Busto Arsizio      |
| 2015 Dettagli | Cremona               | Casalmaggiore          | 3 - 2     | AGIL               |
| 2016 Dettagli | Villorba              | Imoco                  | 3 - 1     | Bergamo            |
| 2017 Dettagli | Novara                | AGIL                   | 3 - 2     | Imoco              |
| 2018 Dettagli | Villorba              | Imoco                  | 3 - 1     | AGIL               |
| 2019 Dettagli | Milano                | Imoco                  | 3 - 0     | AGIL               |
| 2020 Dettagli | Vicenza               | Imoco                  | 3 - 0     | UYBA               |
| 2021 Dettagli | Modena                | Imoco                  | 3 - 1     | AGIL               |
| 2022 Dettagli | Firenze               | Imoco                  | 3 - 1     | AGIL               |
| 2023 Dettagli | Livorno               | Imoco                  | 3 - 1     | Pro Victoria       |
| 2024 Dettagli | Roma                  | Imoco                  | 3 - 2     | Pro Victoria       |

## Palmarès
| Squadra                | Titolo | Edizione                                       |
| ---------------------- | ------ | ---------------------------------------------- |
| Imoco                  | 8      | 2016, 2018, 2019, 2020, 2021, 2022, 2023, 2024 |
| Bergamo                | 6      | 1996, 1997, 1998, 1999, 2004, 2011             |
| Robursport Pesaro      | 4      | 2006, 2008, 2009, 2010                         |
| Asystel                | 2      | 2003, 2005                                     |
| River                  | 2      | 2013, 2014                                     |
| Virtus Reggio Calabria | 1      | 2000                                           |
| Vicenza                | 1      | 2001                                           |
| Modena                 | 1      | 2002                                           |
| Sirio Perugia          | 1      | 2007                                           |
| Busto Arsizio          | 1      | 2012                                           |
| Casalmaggiore          | 1      | 2015                                           |
| AGIL                   | 1      | 2017                                           |